# Сапатарія
Сапатарія (порт. Sapataria; МФА: [sɐ.pɐ.tɐ.ˈɾi.ɐ]) — парафія в Португалії, у муніципалітеті Собрал-де-Монте-Аграсу. Розташована в західній частині країни, на теренах історичної португальської провінції Ештремадура. Входить до складу округу Лісабон. За адміністративним поділом, чинним до 1976 року, терени парафії були складовою провінції Ештремадура. Належить до Лісабонського патріархату Католицької церкви. Патрон — Діва Марія. Площа — 14,4046 км². Населення — 3044 ос. (2011). Слабо урбанізований регіон. Густота населення — 211,32 осіб/км²
. Код — 111202.

## Населення
| Кількість мешканців | Кількість мешканців | Кількість мешканців | Кількість мешканців | Кількість мешканців | Кількість мешканців | Кількість мешканців | Кількість мешканців | Кількість мешканців | Кількість мешканців | Кількість мешканців | Кількість мешканців | Кількість мешканців | Кількість мешканців | Кількість мешканців |
| ------------------- | ------------------- | ------------------- | ------------------- | ------------------- | ------------------- | ------------------- | ------------------- | ------------------- | ------------------- | ------------------- | ------------------- | ------------------- | ------------------- | ------------------- |
| 1864                | 1878                | 1890                | 1900                | 1911                | 1920                | 1930                | 1940                | 1950                | 1960                | 1970                | 1981                | 1991                | 2001                | 2011                |
| 922                 | 981                 | 1 151               | 1 220               | 1 375               | 1 443               | 1 706               | 1 773               | 1 819               | 2 036               | 1 964               | 2 306               | 2 246               | 2 558               | 3 044               |